# Наше радіо
Наше радіо — українська FM-радіостанція. 100 % музичного наповнення становлять пісні українською мовою, здебільшого це актуальні поп-хіти.

## Історія
Радіостанція розпочала мовлення у Києві 4 квітня 1997 року на частоті 107,9 МГц. Тоді вона мовила 6 годин на добу.
З 8 квітня мовлення стало регулярним, велося з 17:30 до 23:00 у будні та з 9:00 до 23:00 у вихідні. З 24 квітня радіостанція була присутньою в етері у будні з 17:30 до опівночі, а у вихідні — з 8:00 до опівночі.
З 1 серпня 1997 року Наше радіо мовило щодня з 7:00 до 12:00 та з 17:00 до опівночі.
З 29 грудня 1997 року радіостанція розпочала нічне мовлення, перебуваючи в ефірі з 17:00 до 12:00 щоденно, а з 4 січня 1998 — щоденно.
11 квітня 2000 року програми «Нашого радіо» зникли з етеру Львова (частота 106,0 МГц). Причиною було рішення Львівської обладміністрації про невідповідність ефіру радіостанції закону про телерадіомовлення щодо мовної політики (присутність російськомовних пісень і програм). 19 жовтня 2000 року радіостанція повернулася до львівського ефіру.
У ряді регіонів розвитку радіо заважали економічні фактори. Протягом 1999—2000 років мовлення згорталося у Луцьку та Сімферополі, але згодом було відновлене.
Протягом лютого-вересня 2000 року радіостанція використовувала позивний «Наше FM». У той період була присутня в незначному об'ємі музика західних виконавців, яка була представлена у програмі «25-та година».
У 2006 році «Наше радіо» змінило власників, на зміну російській «Альфа-груп» прийшла ірландська компанія «Communicorp Group Limited», яка володіє багатьма медіаактивами у Європі.
У 2011 році радіостанцію купив холдинг «UMH Group», яким на той час володіли Борис Ложкін і Петро Порошенко (згодом, у 2013 був куплений бізнесменом Сергієм Курченком).
У лютому 2020 року керівник холдингу «ТАВР Медіа» Ігор Чернишов повідомив, що Наше радіо переходить під контроль групи.
У лютому 2022 року «Наше радіо» тимчасово припинило мовлення через початок повномасштабної війни Росії проти України. На його місці транслювався марафон «Єдині новини».
16 червня 2022 року радіостанція відновила мовлення й змінила слоган на «Знай наших!». Музичне наповнення стало повністю українськомовним.

## Програми
- Ранковий двіж
- Чарт "Знай наших"
- Вечірнє шоу "Давай додому"
- Великий весняний концерт
- Сила природи

### Архівні
- Наш випускний-2023
- Новорічний Чек-лист
- Оболонь — якісно українське
- Здорова країна

## Ведучі
- Лєра Товстолєс
- Андрій Чорновол
- Таня Малініна

## Покриття
Мережа нараховує 27 передавачів, в зоні впевненого прийому — 87 міст України.

## Частоти мовлення
- Київ — 107.9 FM

### Вінницька область
- Вінниця — 106.4 FM

### Волинська область
- Луцьк — 104.8 FM
- Ковель — 92.7 FM

### Дніпропетровська область
- Дніпро — 102.9 FM
- Кривий Ріг — 102.7 FM

### Донецька область
- Донецьк — 107.6 FM — замінений на Папіно Радіо (Росія)
- Маріуполь — 106.5 FM — замінений на Хіт FM (Росія)

### Житомирська область
- Житомир — 102.7 FM
- Звягель — 106.6 FM

### Закарпатська область
- Ужгород — 88.9 FM
- Мукачево — 99.9 FM

### Запорізька область
- Запоріжжя — 105.6 FM

### Івано-Франківська область
- Івано-Франківськ — 105.2 FM

### Кіровоградська область
- Кропивницький — 107.9 FM

### Луганська область
- Луганськ — 106.1 FM
- Лисичанськ — 91.1 FM

### Львівська область
- Львів — 106.0 FM
- Трускавець — 103.5 FM

### Миколаївська область
- Миколаїв — 102.8 FM

### Одеська область
- Одеса — 107.9 FM

### Полтавська область
- Полтава — 103.8 FM
- Кременчук — 105.4 FM

### Рівненська область
- Рівне — 100.7 FM

### Сумська область
- Суми — 90.3 FM

### Тернопільська область
- Тернопіль — 104.1 FM

### Харківська область
- Харків — 104.5 FM

### Херсонська область
- Херсон — 106.2 FM
- Олешки — 106,2 FM

### Хмельницька область
- Хмельницький — 103.1 FM

### Черкаська область
- Черкаси — 102.9 FM

### Чернівецька область
- Чернівці — 96.5 FM

### Чернігівська область
- Чернігів — 104.3 FM

### Автономна республіка Крим
- Керч — 102.6 FM— замінений на Радiо Юмор FM (Росiя)
- Севастополь — 106.4 FM— замінений на Радiо Юмор FM (Росiя)
- Сімферополь — 101.7 FM— замінений на Радiо Юмор FM (Росiя)
- Судак — 103.2 FM— замінений на Радiо Relax FM (Росiя)
- Ялта — 103.3 FM— замінений на Радiо Юмор FM (Росiя)

### Сторінки в соцмережах
- YouTube Канал Наше радіо на YouTube
- Наше радіо у соцмережі «Facebook»
- Наше радіо  у соцмережі «Instagram»
- Наше радіо у соцмережі «TikTok»